# 마필운송차
마필운송차는 가축인 말의 운반에 있어 필요한 장비를 갖춘 특장차를 얘기한다. 경마장 등에서 많이 볼 수가 있는 차종이며 말을 기르는 마구간에서도 많이 보이는 차종이다.

## 특징
가축인 말을 운송하는데 필요한 차종인만큼 말을 운반하는 데에 있어 필요한 장비를 갖추고 있으며 말에게 신선한 온도를 제공할 수가 있는 온풍기의 장비도 갖추고 있어 말의 체온에 필요한 신선한 온도를 유지할 수 있는 차종이다. 경마장과 마구간에서 자주 볼 수가 있는 차량이며 경주마가 차안에서 스트레스를 받는 일이 없도록 무진동으로 제작이 된다. 주로 5톤 화물차를 특장하지만 9.5톤의 대형 화물차를 특장하기도 한다.

## 같이 보기
- 특장차
- 말